# میشل لوکلرک
میشل لوکلرک (فرانسوی: Michel Leclercq‎; ۱۹۳۸/۱۹۳۹ (۸۵–۸۶ سال) – ) یک تاجر میلیاردر فرانسوی است. او بنیانگذار و مالک ۴۰ درصد شرکت Decathlon است. با بیش از ۱۶۴۷ فروشگاه در ۵۷ کشور و منطقه (ژانویه ۲۰۲۰)، بزرگ‌ترین خرده فروش کالاهای ورزشی در جهان است.

## اوایل زندگی
لکلرک در فرانسه متولد شد. پسر عموی او، جرارد مولیز، مؤسس سوپرمارکت‌های زنجیره ای Auchan است و همچنین مالک ۴۰ درصد سهام Decathlon است.

## حرفه
Leclercq در سال شرکت دیکاتلون را تأسیس کرد که یک خرده‌فروش لوازم ورزشی است.
در دسامبر ۲۰۱۷، فوربس دارایی خالص او را ۵٫۱ میلیارد دلار تخمین زد.

## زندگی شخصی
او متأهل و دارای چهار فرزند است و در لیل فرانسه زندگی می‌کند.
همسر او، ماری کلود لکلرک، یک روان درمانگر است و نماینده خانواده در شورای بنیاد دکاتلون است که در سال ۲۰۰۵ شروع به کار کرد